# Сівапітек
Сівапітеки (лат. Sivapithecus, «мавпа Шиви») — рід вимерлих приматів. Скам'янілі рештки тварин, приписуваних до даного роду, що датуються від 12,5 до 8,5 мільйонів років тому (міоцен), знаходили, починаючи з XIX століття, в горах Сівалік на території Індії та Пакистану. Будь-який з видів цього роду міг бути предком сучасних орангутанів.

## Види
Рід Сівапітек відносять до триби Понгіні (Pongini), підтриби сівапітецина (Sivapithecina). В цей час[коли?] виділяють три види. 
Останки виду Sivapithecus indicus датуються від 12,5 до 10,5 мільйонів років тому. S. sivalensis жив від 9,5 до 8,5 мільйонів років тому. У 1988 році був відкритий і описаний третій, значно більший вид S. parvada (датований близько 10 мільйонів років тому).
У 1982 році Девід Пілбім опублікував опис важливої викопної знахідки — більшої частини лицевої кістки та щелепи сівапітека. Зразки відзначалися великою схожістю з черепом орангутана, що підтверджувало теорію близькості сівапітека до орангутана, люфенгпітека, хорапітека. Також, можливо, що сівапітек був нащадком роду грифопітек (Griphopithecus).
У 1990 році на плато Потвар на північ від Соляного хребта в Пакистані була знайдена тазова кістка жіночої особини Sivapithecus indicus, котра мала має поперековий індекс (відношення ширини попереку до її передньо-заднього діаметра) менше ніж 100 — як у мавпових.
Жіночих особин цього роду довгий час помилково виділяли в рід рамапітек (Ramapithecus).

## Опис
Sivapithecus досягав довжини близько 1,5 м, подібно до нинішнього орангутана. У багатьох відношеннях він нагадував шимпанзе, але його обличчя було ближчим до обличчя орангутана. Форма його зап'ястка і загальні пропорції тіла дають можливість припускати, що значну частину свого життя він проводив на землі, а також і на деревах. У нього були великі собакоподібні зуби та масивні моляри, що передбачає раціон з переважанням відносно твердої їжі, такої як насіння та трави савани.